# スヴェルドロフスク炭疽菌漏出事故
スヴェルドロフスク炭疽菌漏出事故とは、1979年3月30日深夜にソビエト社会主義共和国連邦のスヴェルドロフスク州スヴェルドロフスク（現在のエカテリンブルク）市内において発生した、生物兵器製造施設からの炭疽菌の漏出事故。炭疽菌の芽胞が作業ミスにより誤って大気中に放出され、吸引した一般市民の多くが肺炭疽症を発症し死傷した。ソ連政府の公式記録ではスヴェルドロフスク市内において一般市民96名が感染し、うち64名が死亡した。
専用施設からの病原体の漏出による生物災害としては確認されているものの中では史上最大規模の例となっている。

## ソ連の生物兵器の開発の歴史
ソ連の生物兵器開発は1928年の革命軍事委員会の命令により開始された。研究はレニングラードの陸軍学校と強制収容所のあるソロヴェツキー島の研究施設で行われ、合同国家保安部（OGPU）の管理下で進められた。その結果1930年代後半にはチフス、野兎病、Q熱といった初歩的な生物兵器の実用化に成功していたがより高度な技術の必要な炭疽菌の開発には成功していなかった。
1945年8月9日にソ連が対日参戦し、満州に侵攻するとソ連軍は当地にあった日本軍の生物兵器の資料や設備を押収し、また逃げ遅れた関係者を捕えた。日本軍は当時のソ連に比べて大規模かつシステマティックな生物兵器製造技術を持っており、また炭疽菌やペストなどの生物兵器化に成功するなど高い技術力を有していた。これらの資料や設備を解析し技術移転をしたことでそれまで実験段階レベルだったソ連の生物兵器開発は大きな飛躍を遂げた。こうして1946年から1947年にかけ、ウラル地方の都市スヴェルドロフスク郊外において当時のソ連では最大規模となる生物兵器開発・製造施設である第19施設が設立され、その設備は日本軍から押収した図面をもとにして建造された。技術移転後、日本軍の生物兵器開発関係者の捕虜は用済みとなったためソ連は1949年にハバロフスク裁判を取り行った上で矯正労働収容所に送り込んだ。
1975年にソ連は生物兵器禁止条約を締結したが生物兵器開発は極秘裏に進められ、1980年代までにソ連は炭疽菌などの生物兵器をICBM（大陸間弾道ミサイル）の弾頭や爆撃機用のクラスター爆弾やスプレータンクに充填したものを実戦配備しており、その供給用に多数の製造設備が稼働していた。1950年代の時点でアメリカはイスラエル経由でスヴェルドロフスクに大規模な生物兵器工場が建設された情報を得ていた。1960年5月1日にはスヴェルドロフスク周辺でアメリカの高高度偵察機U-2が撃墜される事件（U-2撃墜事件）が発生したが、この偵察機は第19施設の偵察を目的としていた。

## 事故
第19施設の正式名称は微生物・ウイルス学研究所であり、施設の職員とその家族が住む外側の居住区（商店、学校、五千人規模のアパート）と内側の高さ3ｍの二重のフェンスと有刺鉄線で囲まれた製造・研究設備からなっていた。隣には第32施設という陸軍駐屯地があった。施設内では24時間三交代で炭疽菌の製造が行われており、作業員は定期的にワクチンを接種した上で防護服と防護マスクを装着して作業していた。
1940年代に設立された際はスヴェルドロフスク市の郊外に位置していたが設立から30年経つとスヴェルドロフスク市の市街地が拡張され、第19施設はそれに囲まれる形になったが1979年当時でも施設内では大量の炭疽菌の芽胞が生産されていた。この炭疽菌は836と呼ばれるもので、1950年代にキーロフ市の研究施設が炭疽菌の漏出事故を起こした後に市内の下水道内のネズミから検出された新種の株であった。
施設内で生物兵器が製造されていることは国家の最高機密だったため地元当局には知らされておらず、現地のKGB支局長でさえ事故後に独断で行った電話の盗聴によってそれを知るほどだった。
1979年3月30日金曜日午後、炭疽菌をエアロゾル散布用に加工する乾燥粉砕機の排気管のフィルターが詰まったので当直の技術主任が取り外したが、勤務終了時に業務日誌に書き留めておくことをうっかり忘れてしまった。夜間勤務の交代人員がシフトに就くといつも通り機械を再稼働させたが、フィルターの欠如に気付いたのはそれから5、6時間後だった。すぐに当直の主任が機械を停止させフィルターを取りつけた。このことは何人かの上司に報告したが市当局やモスクワの上層部には報告されなかった。
潜伏期間を経て最初の発症者たちが報告されたのは4月2日で、3月30日夜に第19施設南方の風下数百メートル以内でたまたま窓を開け放っていたり、野外に立っていたり、路上を歩いていた人々であった。特に発症者が多かったのは第19施設の職員の他に隣接する第32施設の兵士たちや、道を挟んだ向かいにある陶器工場の夜間従業員であった。陶器工場の発症者20数名は後に全員が死亡した。呼吸困難や高熱、嘔吐、唇の変色といった重症患者が市内の病院に何十人もおしかけたが、当局から何の報告もなされていなかった医師たちは原因がわからずパニック状態になり、手元にある抗生物質やステロイド剤などを手当たり次第に投与した。自宅で死亡していた者や路上で意識不明で発見された者もいた。
一週間後にようやく炭疽だと判明し、また患者を500床の伝染病棟へ移送する手筈が整ったほか、汚染地域の隔離や対象地区の住民へのワクチンの接種が開始された。市内では路面や木々の消毒や家屋外壁や屋根の洗浄、表土の剥ぎ取りが行われたが、こうした作業により炭疽菌の芽胞が埃となって舞い上がったため逆に事故から6週間経っても感染者が出る結果となった。
隠蔽工作としては、まずKGBが現地の病院のカルテや検死報告を押収したうえで、肺炭疽に関連する部分を削除もしくは廃棄して報告書を偽造した。死亡者の出た家庭には医師を装ったKGB職員が訪問して偽造の死亡診断書を発行した。一般には汚染された肉が闇市で販売されたことが原因と発表し、保健省は非公認の売人から食べ物を買わないようにと警告するパンフレットを五万枚配布した。
このでっちあげに信憑性を持たせるため闇市業者が数人ほど汚染肉を販売した罪で投獄され、未検査の食肉は没収され焼却処分されたほか、闇市でごみを漁った犬が感染源になるとして百匹以上の野良犬が捕殺された。
ソ連政府の公式記録では民間人96名が感染し、うち64名が死亡したとしているが、この数字は軍関係者が含まれていないという指摘がある。死亡者の多くは指定された墓地に埋葬されたが、漂白粉を散布したうえで立ち入り禁止にされた。

## 事故後
事故から半年後、西ドイツの亡命者向けのロシア語新聞にシベリアの何処かで発生した生物災害の記事が載ってからは消息筋からの情報としてぽつぽつと西側のマスコミでも報じられるようになり、1980年にはなにか重大な生物災害がソ連奥地で発生したとマスコミを騒がせるようになった。
1980年3月17日、アメリカのジミー・カーター大統領はアメリカ中央情報局（CIA）の情報を下にスヴェルドロフスクでの病気発生についての説明を要求する外交質問状をソ連へ送った。翌日にはアメリカ国務省のスポークスマンがなんらかの危険な生物製剤がスヴェルドロフスクで放出された徴候をアメリカ政府が発見したと発表した。これらの追及に対してソ連政府は徹底的に否定し続け、症状は全て皮膚炭疽症と腸炭疽症であり、汚染された骨粉が家畜飼料に混ざったことを原因とする医学論文のでっちあげも行った。
1991年にソ連が崩壊すると当時の関係者がジャーナリストの取材に答え始め、1993年3月にロシア連邦のボリス・エリツィン大統領はコムソモリスカヤ・プラウダ紙のインタビューに対して生物兵器製造施設からの漏出事故だったことを認めた。